# Amyzon
Amyzon (in greco antico: Ἀμυζών?) era una polis dell'antica Grecia ubicata in Caria.

## Storia
Partecipò alla lega delio-attica visto che è menzionata nel registro dei tributi pagati ad Atene tra gli anni 454  440 a.C.
Esiste un frammento di Antioco III su Amyzon, datato 203 a.C., nel quale il re promette alla città il mantenimento dei suoi privilegi.
Strabone menziona in Caria la città di Amyzon, in una successione di città che comprende Eraclea, Euromos e Calcetor, che erano poco importanti all'epoca nei confronti di Alabanda, Milasa e Stratonicea.
Viene localizzata nell'odierna Mazin-Kalessi.